# Al-Arabi Sports Club
Al-Arabi (em árabe: النادي العربي الرياضي‎) também conhecido como Al-Arabi Doha, é uma agremiação esportiva do Qatar baseada em Doha. A equipe dominou o futebol do país durante décadas, sendo conhecida como "O Time Dos Sonhos" ou, em árabe, فريق الأحلام, os "Diabos Vermelhos". Possui a maior torcida do país. Manda seus jogos no Grand Hamad Stadium.

## História
O Al-Arabi é a segunda equipe mais velha do Qatar. Foi fundada em 1952. Ganhou o seu primeiro título da Liga do Qatar na temporada de 1983-84. É conhecida por seus apelidos diferentes: "Dream Team", "Os Diabos Vermelhos", "Imperador do futebol do Qatar" e "Clube do Século". O time é conhecido por ter uma das maiores bases de fãs no país ao lado do rival Al Rayyan. É também o segundo clube mais bem sucedido em nível local, depois do Al Sadd.
O clube foi fundado em 1952 sob o nome de " Al-Tahrir", sendo a segunda mais antiga equipe no Qatar. Em 1957, o clube se fundiu com o Al-Wehda, uma associação que fora criada naquele ano liderada por Mohamed Ansari, depois de jogar um amistoso. A união ocorreu sob o nome de Al-Wehda. O time recém-formado, contudo não atuava fora do Qatar ou hospedava quaisquer clubes estrangeiros devido à falta de possibilidades financeiras. Em 1972, tomou a denominação atual, Al Arabi.
O Al-Arabi é conhecido por ter uma das maiores bases de fãs em toda a nação, bem como em outros estados do Golfo Pérsico, e é bem conhecido no exterior. Sua popularidade fora do Oriente Médio foi reforçada após a contratação do argentino Gabriel Batistuta, em 2003.
O clube competiu pela primeira vez na Liga do Qatar em 1982. Alcançou a 14º colocação na Federação Internacional de Futebol História e Estatística de clubes asiáticos, entre 1901 e 2000, o mais elevado do Qatar.

## Estádio
O Al-Arabi manda seus jogos no Grand Hamad Stadium cuja capacidade é de 18.000 espectadores incluindo setores VIP's. Fica localizado na cidade de Doha.

## Presente
O clube não passa por uma boa fase desde 1997. Os torcedores encontravam-se muito irritados com a administração do antigo presidente do clube, o Sheikh Falah. Por isso, em 2006, houve mudança de administração com o Sheikh Faisal Escaninho Mubrak eleito o atual presidente. Mesmo com o clube atravessando um mau momento, ainda possui a maior torcida do país. Mas está se recuperando. Em 2011, voltou a ser campeão da Copa Sheikh Jassem do Qatar quebrando treze anos sem títulos. 

## Títulos
- Liga do Qatar: 1983, 1985, 1991, 1993, 1994, 1996, 1997, 1998.
- Emir Copa do Qatar: 1978, 1979, 1980, 1983, 1984, 1989, 1990, 1993.
- Copa do Príncipe do Qatar: 1997.
- Copa Sheikh Jassem do Qatar: 1980, 1982, 1994, 2011.

## Performance em competições asiáticas
- Clubes Campeões da Ásia: 5 participações

1987: Fase de grupos
1993: Qualificação - 1º jogo
1995: Vice-campeão
1996: Fase de grupos
- Copa dos campeões da Ásia: 2 participações

1990/91: Segunda fase
1993/94: Semi-final

## Treinadores
|                        | \| Nome \| Nacionalidade \| Anos no Clube \| \| ---------------------- \| ------------- \| ------------- \| \| Colin Addison \| \| 1992-1993 \| \| René Simões \| \| 1993-1994 \| \| Luis Santibáñez \| \| 2000 \| \| Carlos Roberto Pereira \| \| 2003 \| \| Wolfgang Sidka \| \| 2003-2005 \| \| Ilie Balaci \| \| 2005-2006 \| \| Henri Michel \| \| 2006 \| \| Abdullah Saad \| \| 2006-2007 \| \| José Romão \| \| 2007-2008 \| \| Adilson Fernandes \| \| 2008 \| \| Abel Braga \| \| 2008 \| \| Zé Mario \| \| 2008 \| \| Uli Stielike \| \| 2008-2010 \| \| Péricles Chamusca \| \| 2010-2011 \| \| Silas \| \| 2011-2012 [1] \| \| Pierre Lechantre \| \| 2012 \| \| Hassan Shehata \| \| 2012 \| \| Abdulaziz Benji \| \| 2012-2013 \| \| Uli Stielike \| \| 2013-2014 \| \| Paulo César Gusmão \| \| 2014 \| \| Dan Petrescu \| \| 2014 \| \| Daniel Carreño \| \| 2014-2015 \| \| Roberto Carlos \| \| 2015- \| |               |
| Nome                   | Nacionalidade | Anos no Clube |
| Colin Addison          | Inglaterra | 1992-1993     |
| René Simões            | Brasil | 1993-1994     |
| Luis Santibáñez        | Chile | 2000          |
| Carlos Roberto Pereira | Brasil | 2003          |
| Wolfgang Sidka         | Alemanha | 2003-2005     |
| Ilie Balaci            | Romênia | 2005-2006     |
| Henri Michel           | França | 2006          |
| Abdullah Saad          | Catar | 2006-2007     |
| José Romão             | Portugal | 2007-2008     |
| Adilson Fernandes      | Brasil | 2008          |
| Abel Braga             | Brasil | 2008          |
| Zé Mario               | Brasil | 2008          |
| Uli Stielike           | Alemanha | 2008-2010     |
| Péricles Chamusca      | Brasil | 2010-2011     |
| Silas                  | Brasil | 2011-2012     |
| Pierre Lechantre       | França | 2012          |
| Hassan Shehata         | Egito | 2012          |
| Abdulaziz Benji        | Marrocos | 2012-2013     |
| Uli Stielike           | Alemanha | 2013-2014     |
| Paulo César Gusmão     | Brasil | 2014          |
| Dan Petrescu           | Romênia | 2014          |
| Daniel Carreño         | Uruguai | 2014-2015     |
| Roberto Carlos         | Brasil | 2015-         |

## Elenco atual
Atualizado em 13 de outubro de 2020.
Legenda
- : Capitão
- : Jogador suspenso
- : Jogador lesionado

## Jogadores Notáveis
| Argélia - Noureddine Drioueche Austrália - Tony Popović Argentina - Gabriel Batistuta - Claudio Caniggia - Leonardo Pisculichi - Ezequiel Amaya Bahrain - Rashid Al-Dosari - Mohamed Salmeen Bolívia - Juan Carlos Arce Brasil - Geraldão - Cabore - Kim Equador - Ivan Hurtado Qatar - Mohammed Al Gohnaj - Fabian Larryson Egito - Mohamed Barakat | Alemanha - Stefan Effenberg Irã - Hadi Shakouri Iraque - Bassim Abbas Kenya - Dennis Oliech Marrocos - Mohamed Armoumen - Bouchaib El Moubarki - Abdelilah Fahmi Nigéria - Taribo West Portugal - João Tomás Slovenia - Fabijan Cipot Tunisia - Zoubeir Baya Venezuela - Hector Pablo Bidoglio |